# 冬季風暴作戰
冬季風暴作戰（德文：“Unternehmen Wintergewitter”）發生在1942年12月12日至12月23日，是德國第4裝甲軍團在史達林格勒戰役中為嘗試救出被包圍的軸心國軍隊而實施的軍事行動，在11月底，蘇聯紅軍完成了天王星行動，包圍了在史達林格勒城內及附近之軸心國軍隊，在史達林格勒包圍圈中及圈外的德軍被重新配屬在由埃里希·馮·曼施坦因陸軍元帥指揮的頓河集團軍，當紅軍繼續增加其力量，分配盡可能多的兵力及裝備實施計劃中的小土星行動，從而將德國A集團軍從其它德意志國防軍孤立起來時，德國空軍已經開始嘗試利用空中橋樑向史達林格勒城內的德軍進行補給，但是當德國空軍証明沒有能力執行其使命及情況變得明顯地只有一次成功的突圍出現戰況才有可能改變，曼施坦因決定籌劃及實施一次專門的救援行動。
原本曼施坦因已經有4個裝甲師增援，由於德軍不願意因重新配屬一定數量的裝甲師到頓河集團軍而削弱一些地區的防衛力量及其它一些部隊因蘇軍不斷的壓力而未能增援，為德國第6軍團打開一條通道的任務便落在包圍圈外圍的德國第4裝甲軍團身上，德軍遭到數個蘇聯軍團的抵抗，這些蘇軍正全力圍殲被包圍的德國軍隊及德軍攻勢進至下阿克塞河。
德軍的攻勢令蘇聯紅軍大感意外及在攻勢首日獲得頗大進展，先頭部隊得到空軍支援及擊退防守的蘇軍發動的不斷反擊，12月13日開始蘇軍對德軍不斷的抵抗減慢了德軍的攻勢進展，雖然最终德軍攻佔安加爾斯克-卡姆斯基附近地區，但紅軍在12月16日實施小土星行動，實施小土星行動的目的是擊敗在頓河集團軍左翼的義大利第8軍團，從而威脅曼施坦因整個頓河集團軍的安全，當抵抗及傷亡增加後，曼施坦因呼籲希特勒及第6軍團司令弗里德里希·保盧斯開始突圍行動；但他們均拒絕。而第4裝甲軍團在12月18日 - 12月19日間仍試圖為第6軍團打開一條走廊，但必須要在史達林格勒包圍圈內的部隊一同配合才行，結果曼施坦因在12月23日被命令停止進攻，平安夜當天第4裝甲軍團開始撤回到攻勢之起點，由於第6軍團未能突圍及德軍救援部隊突破蘇軍包圍圈的嘗試失敗，紅軍能夠繼續圍殲在史達林格勒城內的德軍。

## 背景
1942年11月22日，蘇聯紅軍因成功實施天王星行動而完成了對在史達林格勒軸心國軍隊之包圍，接近300,000德國及羅馬尼亞士兵和德意志國防軍的蘇聯志願者被圍困在史達林格勒城內和附近之地區，包圍他們的蘇軍大約有1,100,000人，災難即將來臨之際，阿道夫·希特勒任命埃里希·馮·曼施坦因陸軍元帥為新成立的德國頓河集團軍的指揮官；該集團軍由德國第4裝甲軍團和第6軍團、羅馬尼亞第3和第4軍團組成，它被部署在德國A集團軍和B集團軍之間，在沒有立即進行突圍的情形下，他們決定被圍在史達林格勒城內的部隊繼續堅守，被圍的部隊將得到空運補給，所需要的空運量為每日680噸；但是，已集結500架運輸機的一支空運機隊卻不足以完成任務，很多飛機在蘇聯惡劣的冬季氣候下難以飛行；在12月初更多的德軍運輸機是因意外而不是蘇軍戰鬥機而墜毀，德國第6軍團每日只獲得所需補給量百分之二十的補給，加上德軍仍然受到位於史達林格勒城內伏爾加河西岸蘇聯軍隊的威脅。

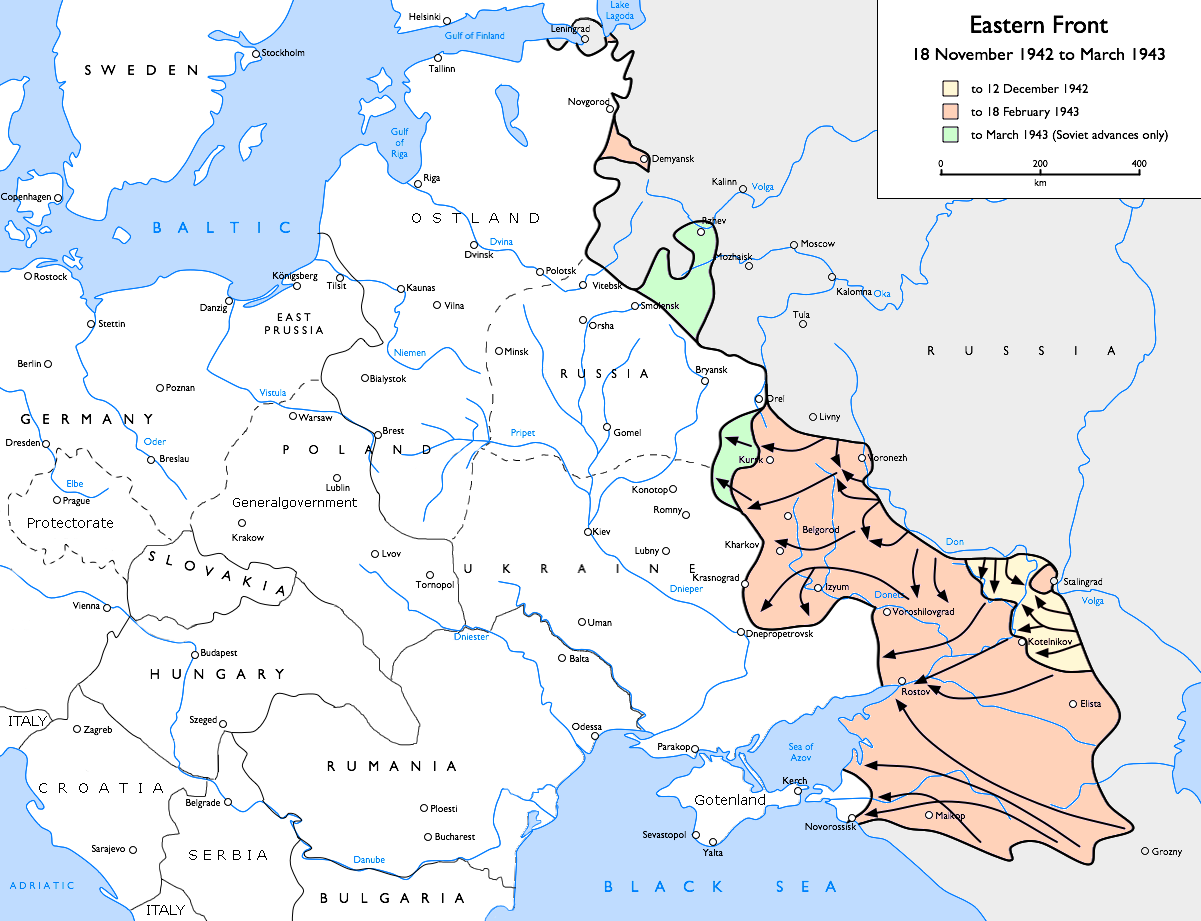
1942年11月19日 - 1943年3月之東線戰場形勢圖

由於沒有預計這樣多的德軍被封鎖在史達林格勒，在11月23日，“蘇聯最高統帥部”決定在準備殲滅在史達林格勒城內及附近的軸心國軍隊時，即時增強包圍圈外圍的力量，在11月24日，數個蘇軍單位開始挖掘壕溝防守以迎擊可能出現的德軍由西面而來的攻勢，蘇軍亦增強包圍部隊的實力以阻止第6軍團及其它軸心國單位成功實施突圍行動，但是這削弱了超過一半當地蘇聯軍隊的實力，而計劃中的土星行動將在11月25日實施；土星行動之目的是消滅義大利第8軍團及切斷在頓河以西和在高加索地區作戰的德軍之間的聯繫，同時，蘇軍亦開始籌劃指環行動，目的是消滅在史達林格勒包圍圈內的德軍。

冬季風暴作戰計劃示意圖

當天王星行動結束時，在包圍圈內的德軍因實力太弱而未能自身突圍；例如其一半的裝甲部隊已在防禦戰被消滅，而他們本身亦缺乏汽油和彈藥供給剩下的車輛進行作戰，因德國空軍的空運補給不足以應付他們的需求，馮·曼施坦因陸軍元帥因此建議實施一個反攻以突破蘇軍在史達林格勒的包圍圈，代號為冬季風暴作戰（德文：Wintergewitter），曼施坦因相信由於德國空軍沒有能力維持對史達林格勒包圍圈內的補給，因此盡早救出被包圍的部隊是十分重要，11月28日曼施坦因向希特勒發送了一份關於頓河集團軍的詳細報告，包括德國第6軍團及實力及有關在城內德軍炮兵可用彈藥數量的評估，在戰略上的緊迫情況令這位德國陸軍元帥苦惱於救援行動是否可等候所有配屬在這攻勢中的單位到達。
蘇聯最高統帥部將土星行動的實施日期推遲至12月16日，因為蘇軍正集中力量從下阿克賽河掃蕩德國守軍；紅軍的攻勢在11月30日展開，參戰的大約有50,000名士兵，迫使曼施坦因使用第48裝甲軍堅守該地區，作為回應，蘇聯第5坦克軍團從當時的西南方面軍和史達林格勒方面軍得到新編成的第5突擊軍團的增援；第5坦克軍團共有71,000名士兵、252輛坦克及814門火炮，蘇軍的攻勢牽制了德國第48裝甲軍，它原本被選中為其中一支進攻兵力攻擊蘇軍包圍圈，當蘇軍發現德軍第6裝甲師在莫羅佐夫斯克鎮卸下裝備時，他們被警告有關德軍即將來臨的攻勢，因此蘇軍將數個軍團從下阿克賽河的攻勢中撤回以準備迎擊德軍從史達林格勒可能實施之突圍。

## 部隊比較

### 參戰之德軍部隊

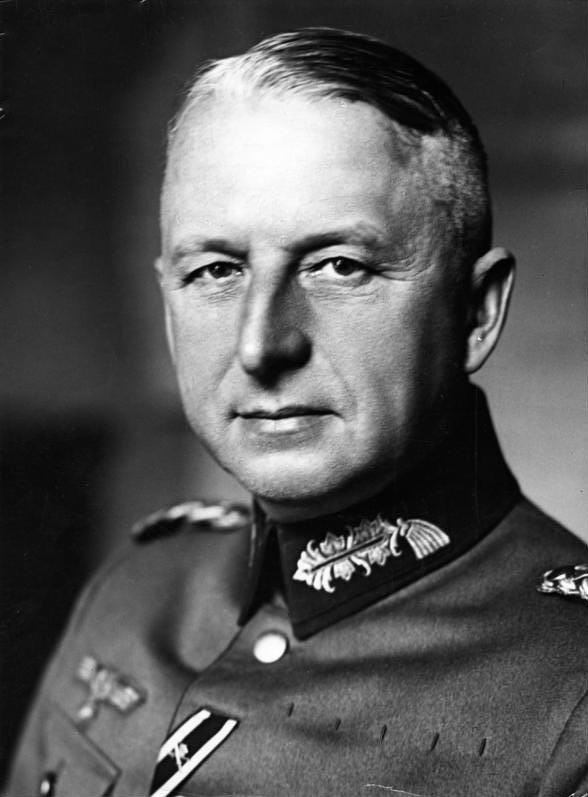
在戰役中的德國頓河集團軍指揮官埃里希·馮·曼施坦因陸軍元帥

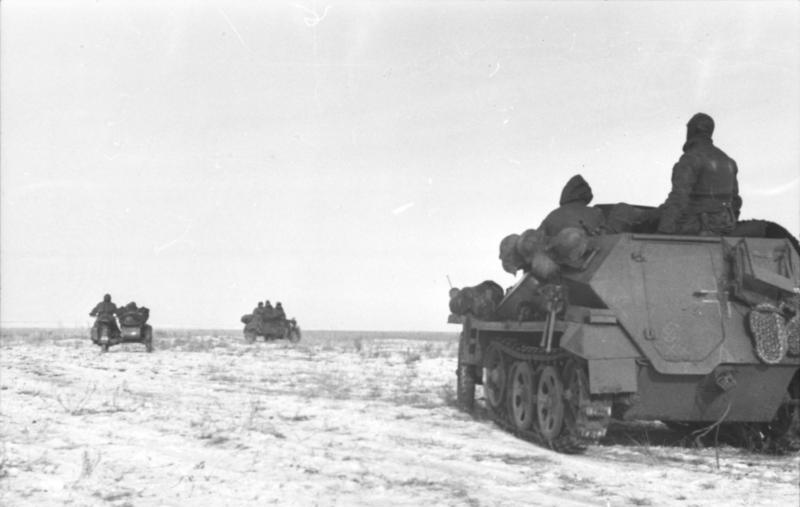
1942年冬季，在蘇聯作戰的德意志國防軍

救援行動原訂由第4裝甲軍團轄下的第57裝甲軍實施，該軍由弗里德里希·希凱爾將軍指揮，包括第6及第23裝甲師，和霍利特戰役集群，下轄3個步兵師及2個裝甲師（第11及第22裝甲師）。總體上，預計將有4個裝甲師、4個步兵師及3個德國空軍野戰師參與冬季風暴作戰；他們將為第6軍團打通一條臨時走廊。德國空軍野戰師是由德國空軍及陸軍中的非戰鬥人員、總司令部職員及特別部隊組成，他們缺乏訓練、經驗豐富的軍官及應徵入伍的士兵，亦缺少反坦克炮及高射炮。指派參與救援行動的人員一部份由於往前線之交通運輸困難而沒有到達；一些原本被轉而給頓河集團軍指揮的單位亦被原來的指揮官留下來，而頓河集團軍中的一些單位由於在之前數個月的戰事中損失慘重而沒有能力執行進攻行動，同時很多新組建的部隊亦未能準時到達。
另一方面，第11裝甲師是在東線戰場上最足額的裝甲師，原因它是剛剛由德軍預備隊中調撥出來，第6裝甲師是足額的因為它是從西歐調給曼施坦因指揮的，但是第11裝甲師因蘇軍在下阿克賽河實施進攻、迫使霍利特戰役集群採取守勢而不能使用，由於這個原因，以及因為曼施坦因相信來自霍利特戰役集群的進攻過於明顯，因此這位德國元帥決定利用第4裝甲軍團及第48裝甲軍作為實施救援行動的主要進攻兵力，但是，雖然德軍很努力的增強攻擊的力量，他們位於下阿克賽河的兵力仍然過於貧弱；蘇軍的突破直到第11裝甲師的到達才被阻止，它消滅了兩個蘇軍坦克旅之大部份兵力。作為這些事件的影響，第48裝甲軍在防守下阿克賽河的戰役中變得十分混亂，因為蘇軍試圖攻佔在塔特辛斯卡亞的飛機場（這個飛機場已被用來執行對史達林格勒實施空運補給的基地）。
雖然A集團軍將第57裝甲軍轉移至頓河集團軍，但第17裝甲師被命令留在原本的集結地及直至頓河集團軍提出要求後十天才被命令加入頓河集團軍的建制之下。為了減輕集結足夠兵力所帶來的麻煩及由於留意到蘇軍正集中更多機械化部隊在阿克賽河，曼施坦因決定利用第4裝甲軍團實施冬季風暴作戰；他亦希望第6軍團實行雷鳴行動自身向反方向實施攻擊，他正進行賭博令希特勒相信唯一避免第6軍團崩潰的辦法就是容許它突圍，同時他假設保盧斯上將將會同意其部隊離開史達林格勒包圍圈，12月10日，曼施坦因通知保盧斯救援行動將在24小時內展開。

### 參戰之蘇軍部隊
為實施天王星行動，蘇聯元帥格奧爾吉·朱可夫部署了11個蘇聯軍團。為了增強史達林格勒方面軍的進攻能力，他在3個星期內將超過420輛坦克、111,000名士兵及556門火炮用船運過伏爾加河，蘇聯紅軍及空軍有能力集結超過1,100,000名士兵、13,500門火炮、890輛坦克及1,100架作戰飛機；他們共被編成66個步兵師、5個坦克軍、14個坦克旅、1個獨立機械化旅、1個騎兵軍及127個炮兵和迫擊砲團。當包圍行動結束及蘇軍繼續第二階段行動時，位於包圍圈外的蘇聯第51軍團共有34,000名士兵及77輛坦克；在其南面的第28軍團共有44,000名士兵、40輛坦克及707門火炮和迫擊砲。紅軍當時已經正在集結兵力實施土星行動，目的是孤立及消滅在高加索的A集團軍。

## 德軍之攻勢

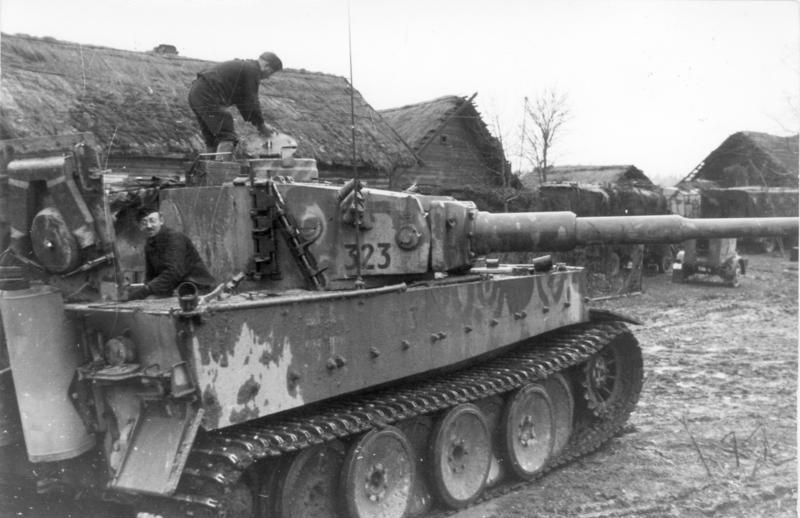
一營虎式坦克被部署到德國頓河集團軍內以加強德軍向史達林格勒進攻之力量

1942年12月12日，霍特第4裝甲軍團之第57裝甲軍開始向東北方被圍困在史達林格勒包圍圈的德軍方向前進。第6及第23裝甲師獲得了最大進展，原因是它們的進攻出乎紅軍意料之外，並威脅蘇聯第51軍團之後方；德軍裝甲部隊由一營的虎式坦克開路，一些部隊在第一天更前進了50（31英里）。德軍獲得了突襲之利，因為蘇聯最高統帥部未能察覺到德軍攻勢之開始，當時華西列夫斯基元帥未能利用蘇聯第2親衛軍團切斷曼施坦因的矛頭。最初之進攻如此快速原因是德軍第6裝甲師完整無缺地俘獲蘇軍的火炮裝備；蘇軍抵抗在德軍第6及第23裝甲師包圍蘇軍步兵部隊後已經減弱，事實上，第51軍團的第302步兵師在12日日終時已被包圍。雖然蘇軍步兵很快便在德軍推進路線上的村莊裡得到增援，但在該地區的紅軍騎兵因連續數個星期的戰鬥而精疲力竭及因此未能在冬季風暴作戰開始的第一天對德軍形成強有力的抵抗。雖然獲得初期的成功，但第57裝甲軍未能獲得決定性的成果，而且當日日終時該軍獲得報告，雖然在首日戰鬥中獲得很大成果，但第23裝甲師正面臨戰鬥上的巨大壓力。
12月13日，第6裝甲師遇上蘇聯第5坦克軍團，該軍團本來被派來削弱德軍在阿克賽河周圍之防守。德軍能阻止及打敗蘇軍裝甲部隊，當時前者正渡過阿賈克斯河，這時，一場主要的裝甲部隊之間的戰鬥在維爾赫內-庫姆斯基爆發。雖然付出了巨大的損失及未能收復該市，但蘇軍在這日日終時卻能夠將德軍迫回到阿賈克斯河岸邊；但是，紅軍在維爾赫內-庫姆斯基的損失卻令第6裝甲師於之後在坦克數量上享有優勢。維爾赫內-庫姆斯基的戰鬥持續了3天，當時紅軍正對德軍在阿賈克斯河的橋頭堡及德軍在維爾赫內-庫姆斯基的守軍發動反攻，德國守軍能利用安放較佳位置的反坦克炮擊毀蘇軍在維爾赫內-庫姆斯基的坦克。在德國空軍的大力支援下，德軍能在當地取得勝利及開始向米什科瓦河推進。但第6裝甲師的損失亦十分慘重，在該行動後需暫時休息；損傷輕微的坦克被維修及將在維爾赫內-庫姆斯基的戰鬥中大部份損傷嚴重的坦克修復至可使用的水平。

### 蘇軍之回應：12月13日–12月18日

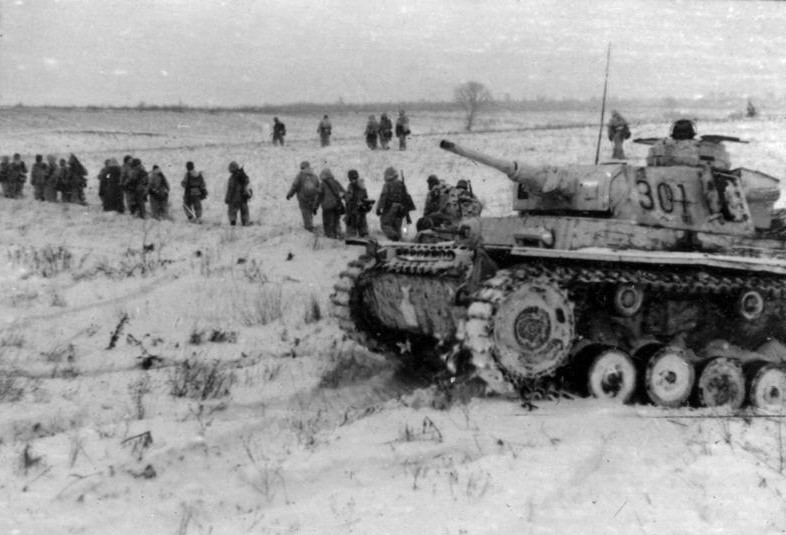
1942年12月，在蘇聯南部作戰的一輛德國3號坦克

第4裝甲軍團的攻勢令蘇聯最高統帥部重新訂定土星行動之意圖，12月13日史達林及蘇聯最高統帥部授權將第2親衛軍團從頓河方面軍調往史達林格勒方面軍，當時史達林格勒方面軍正準備在12月15日對德軍發起進攻。第2親衛軍團大約有90,000名士兵，由3個步兵軍組成（第1、第13及第2步兵軍）。土星行動被重新設計及改名為小土星行動，行動範圍限於突破義大利第8軍團之戰線及攻擊頓河集團軍之後方。該攻勢之方向亦由向南改為向西南及攻勢之發動日期推遲到12月16日。同時第4機械化軍及第13坦克軍繼續在阿賈克斯河附近對德軍的反攻，以圖推遲其攻勢及與第2親衛軍團會合。
蘇聯第1及第3親衛軍團，聯同蘇聯第6軍團在1942年12月16日實施小土星行動，雖然在初期遇到一些麻煩，但紅軍仍然在12月18日擊潰了義大利第8軍團。該突破令頓河集團軍的左翼受到威脅，因羅斯托夫受到蘇聯第3親衛軍團的威脅。這個因素加上德軍裝甲師在前進到米什科瓦河路上付出的巨大代價令曼施坦因需考慮是否繼續該攻勢，這位德國陸軍元帥決定防守其左翼但仍嘗試救出德國第6軍團。雖然德軍第6裝甲師在12月19日晚上能渡過米什科瓦河，及德軍第17裝甲師趕到增援，但第57裝甲軍面對蘇軍不斷增強的抵抗仍未能取得重大進展；事實上，該裝甲軍好像不得不進入防守態勢。加上蘇軍對塔特辛斯卡亞的突擊破壞了德國空軍向史達林格勒包圍圈內守軍進行空運補給的飛機場及數十架飛機，迫使曼施坦因命令本來作為預備隊以支援突入史達林格勒的第48裝甲軍進入防守態勢。12月18日，希特勒禁止第6軍團向頓河集團軍方向突圍，雖然這個請求由曼施坦因提出。

### 崩潰：12月19日–12月23日

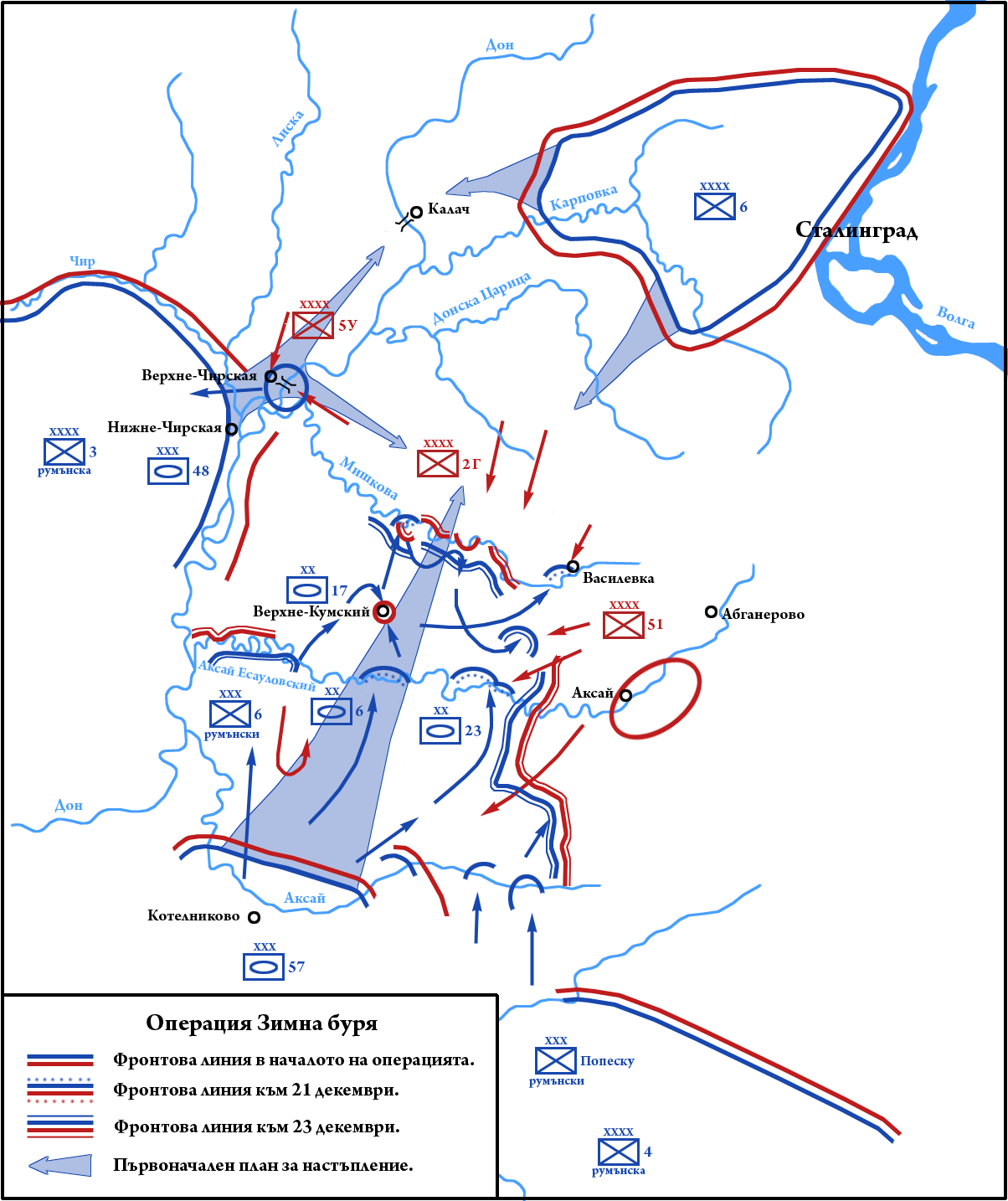
冬季風暴作戰中，德軍攻勢及蘇軍反攻示意圖

12月19日，曼施坦因派出他的首席情報官艾斯曼陸軍少校到達史達林格勒向保盧斯上將描述即將降臨到頓河集團軍身上的准確戰略形勢，保盧斯沒有留下深刻印象，雖然他同意最佳的選擇是盡快實施突圍。第6軍團的參謀長阿瑟·施密特少將爭論道突圍是不可行及建議頓河集團軍逐步改善對軸心國軍的空中補給。雖然之前與艾斯曼陸軍少校一同同意突圍，但保盧斯卻決定突圍是不可以考慮的因為第6軍團沒有能力實施及希特勒明令禁止。雖然第57裝甲軍已突破阿賈克斯河及前進至距離第6軍團南面防線外圍只有48（30英里），被包圍的德軍卻沒有嘗試與救援部隊會合。之後，第6軍團沒有力量進行突圍；它只有70輛可用的坦克、少量補給品及地面上的步兵根本沒有能力在已經出現了幾天的暴風雪面前實施突圍。
曼施坦因在12月23日命令第6裝甲師停止攻擊及重新部署在阿克賽河南面以迎擊蘇軍的進攻。12月24日，受威脅的第4裝甲軍團退回到攻勢起點。第6軍團之缺乏能力突圍及後來拒絕嘗試突破令冬季風暴作戰在12月24日失敗，頓河集團軍轉入防禦。

## 總結
在德軍救援行動失敗後，蘇聯最高統帥部重新集中在2個原本的焦點上；消滅在史達林格勒包圍圈內的德軍及向西擴展其冬季攻勢。紅軍能動用大約150,000名士兵及630輛坦克追擊後撤的德國第4裝甲軍團，雖然沃爾斯基的第4機械化軍（在1942年12月18日改名為第3親衛機械化軍）撤回後方整補，但第51軍團聯同第1親衛步兵師及第7坦克軍迫使在米什科瓦河和阿賈克斯河之間的德軍單位後退。3天之內進攻的蘇軍突破了掩護第57裝甲軍側翼的羅馬尼亞部隊防線及從南面威脅整個第4裝甲軍團，迫使德軍繼續向西南方撤退，同時由第11裝甲師領頭的第48裝甲軍努力的沿阿克賽河防守，雖然全力以赴，但第48裝甲軍被迫倉卒防守羅斯托夫，原因是在義大利第8軍團崩潰後蘇軍即將取得突破。當向阿賈克斯河對第4裝甲軍團實施追擊及突破德軍在阿克賽河岸的防線時，蘇軍亦開始準備指環行動—消滅在史達林格勒包圍圈內被圍的軸心國軍隊。
被史達林格勒包圍圈內的德軍開始耗盡必需的補給品；例如，一些士兵被迫宰馬匹食用，原因是缺少足夠的軍事補給量。到1942年年終時，第6軍團與在包圍圈外的德軍距離超過65（40英里），在該地區的大部份德軍單位戰力非常貧弱。但最終希特勒的堅持堅守史達林格勒至最後危及第6軍團及其人員的生存。德軍攻勢的結束亦令蘇軍可以在1月中繼續切斷在高加索的德軍退路。但是，包圍及消滅第6軍團卻佔用了蘇軍可觀的兵力，影響了蘇軍在其它地區行動的成果。

## 外部連結
- .   [2009-09-27]. （原始内容存档于2012-03-30） （俄语、英语及德语）.